# 種村均
種村 均（たねむら ひとし、1948年（昭和23年）3月27日 - ）は、日本の実業家。森村豊明会代表理事、中日本高速道路取締役会長。元ノリタケカンパニーリミテド代表取締役会長。三十三フィナンシャルグループ社外取締役、大同特殊鋼社外取締役。三重県員弁郡東員町筑紫出身。
東海高等学校を経て、1971年（昭和46年）、名古屋大学経済学部卒業。末松玄六ゼミ出身。同年、日本陶器（現ノリタケカンパニーリミテド）入社。財務部長、副社長等を経て、2008年（平成20年）に代表取締役社長就任。2013年（平成25年）には代表取締役会長に就任した。
寄付金による東員町の教育行政への貢献や、子ども歌舞伎公演の松の会会長として、東員町の地域文化振興に努めたとして、2017年（平成29年）に東員町町民栄誉賞受賞。

## 経歴
- 1967年（昭和42年） - 東海高等学校卒業
- 1971年（昭和46年） - 名古屋大学経済学部卒業
- 1971年（昭和46年） - 日本陶器（現ノリタケカンパニーリミテド）入社
- 1999年（平成11年） - 財務部長
- 2000年（平成12年） - 取締役財務部長
- 2004年（平成16年） - 常務取締役
- 2006年（平成18年） - 専務取締役
- 2007年（平成19年） - 取締役副社長
- 2008年（平成20年） - 代表取締役社長
- 2013年（平成25年） - 代表取締役会長
- 2015年（平成27年） - 大同特殊鋼取締役
- 2018年（平成30年） - 相談役
- 2020年（令和2年） - 中日本高速道路取締役会長[8]、三十三フィナンシャルグループ取締役[9]